# Bonnières (Pas-de-Calais)
Bonnières község Franciaország Hauts-de-France régiójában, Pas-de-Calais megyében. Lakosainak száma 667 fő (2022. január 1.). Bonnières Ligny-sur-Canche, Barly, Rebreuve-sur-Canche, Villers-l’Hôpital, Bouquemaison, Frohen-sur-Authie, Remaisnil, Bouret-sur-Canche, Fortel-en-Artois, Frévent és Neuvillette községekkel határos.
Új községként 2019. január 1-jén jött létre, amikor a régi Bonnières egyesült Canteleux korábbi községgel.

## Népesség
A település népességének változása:
| Lakosok száma | 651  | 656  | 673  | 674  | 675  | 676  | 682  | 675  | 667  |
|               | 2013 | 2015 | 2016 | 2017 | 2018 | 2019 | 2020 | 2021 | 2022 |